# مركز التقارير المالية (الصومال)
تم إنشاء مركز التقارير المالية ( FRC ) في الصومال بموجب قانون مكافحة غسل الأموال ومكافحة تمويل الإرهاب لعام 2016 للعمل كوكالة مركزية وطنية مسؤولة عن استلام وتحليل ونشر جميع المعلومات المتعلقة بالأموال. – غسل الأموال وتمويل الإرهاب. يعمل مجلس البحوث المالي بمثابة وحدة الاستخبارات المالية الصومالية (FIU)، وهو مركز مستقل للخبرة في تحليل الأنشطة المالية المشبوهة والتحقيق في الجرائم المالية .

## الغرض
عندما تم إنشاء مركز التقارير المالية الصومالية، كان الغرض منه هو العمل كمركز وطني لتلقي وتحليل (أ) تقارير المعاملات المشبوهة ، و (ب) المعلومات الأخرى ذات الصلة بغسل الأموال والجرائم الأصلية المرتبطة بها وتمويل الإرهاب، ولصالح ونشر نتائج هذا التحليل.

## الهيكل التنظيمي
اللجنة الوطنية لمكافحة غسل الأموال ومكافحة تمويل الإرهاب (NAMLC) مسؤولة عن تعيين مدير لجنة FRC ، وتحديد الأولويات الاستراتيجية للجنة FRC، وصياغة استراتيجية وطنية لمكافحة غسل الأموال ومكافحة تمويل الإرهاب (AML/CFT) ،.س.
```
يضم 
مركز التقارير المالية
 خمسة أقسام رئيسية:
```

- قسم التحليل والتنفيذ
- قسم المراجعة الإشرافية
- قسم السياسات التنظيمية
- قسم أمن البيانات
- شعبة الإدارة